# Arthuret

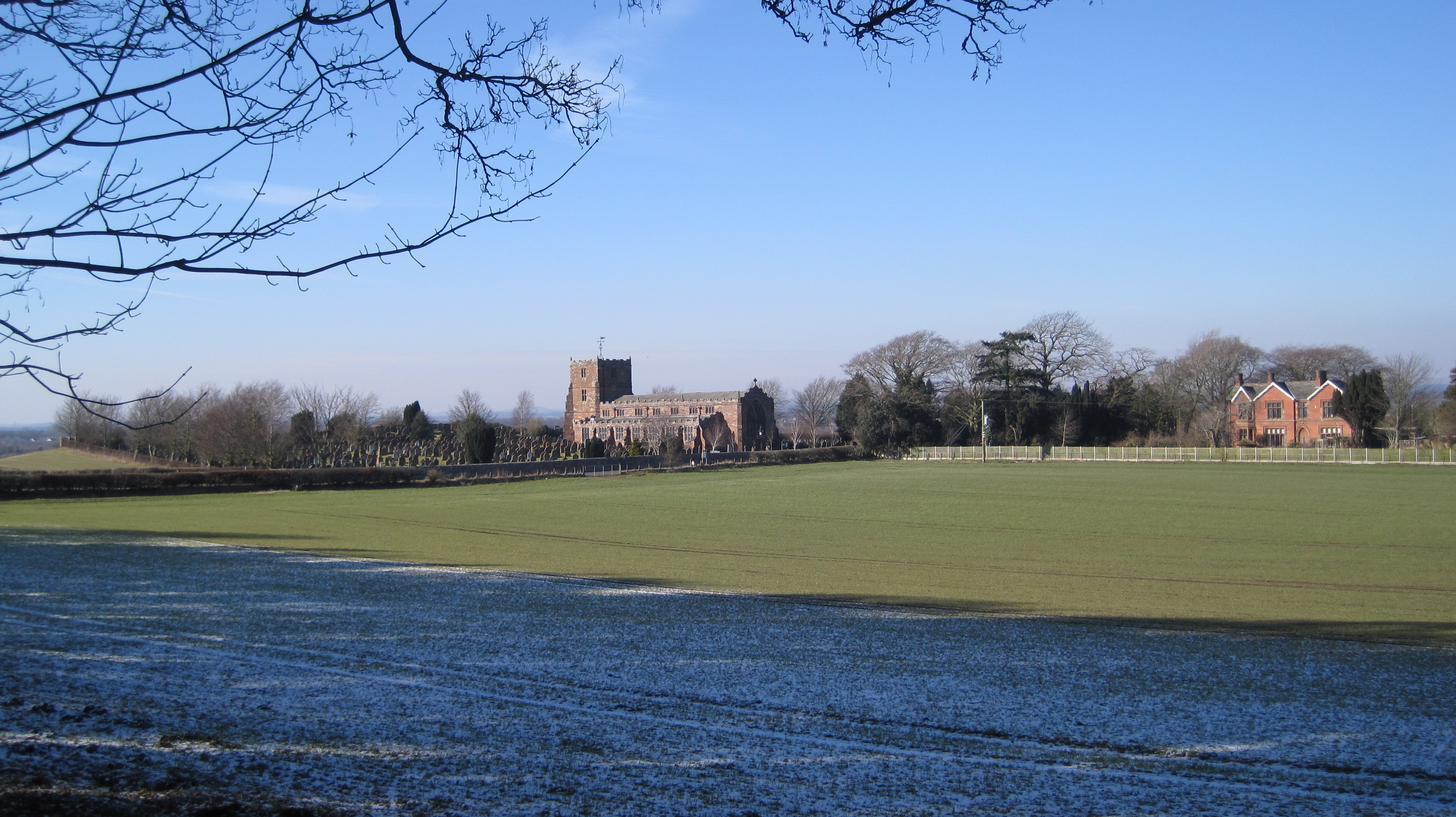
Iglesia de Arthuret desde Woodland Edge

Arthuret es una parroquia civil en Cumbria, Inglaterra. Según el censo de 2001, tenía una población de 2.434 habitantes, que aumentó a 2.471 en el censo de 2011. La parroquia incluye la ciudad de Longtown y el pueblo de Easton. Está delimitado por el río Esk al oeste y el río Lyne al sur.

## Etimología
La interpretación del nombre Arthuret ha presentado problemas. El nombre puede estar posiblemente asociado con la batalla de Armterid, registrada en los Annales Cambriae galeses de mediados del siglo X como ocurrida alrededor del año 573. Armterid (escrito Arfderydd en galés moderno) está compuesto de arm-, que tal vez signifique "armas, arma" (arf en galés moderno, tomado en última instancia del latín arma, "armas, armadura") - o quizás un cognado en galés antiguo del irlandés antiguo airm, que significa "lugar" - y un segundo elemento, terid, "ardiente, feroz; llameante, llameante; rápido, ágil, veloz" (terydd en galés moderno, un préstamo del latín torridus, "chamuscado, reseco, quemado"). Sin embargo, "... parece más seguro dejar abierta la interpretación de 'Armterid'".

## Conexiones con la leyenda artúrica
El emplazamiento de la iglesia domina un lugar sugerido de la batalla de Arfderydd, librada en el año 573 d. C., que aparece mencionada en la Vita Merlini de Godofredo de Monmouth y también en los Annales Cambriae (escritos hacia el año 1100 d. C., donde aparece como 'Bellum armterid'). La batalla tuvo lugar muy temprano en el reinado del rey de Strathclyde Rhydderch Hael (patrón de San Kentigern, y supuesto cuñado de Myrddin), entre el líder guerrero Gwenddoleu ap Ceidio y sus primos Peredur y Gwrgi, príncipes de Ebrauc (la actual York), o posiblemente de Gwynedd. En esta batalla, Gwenddoleu perdió la vida, y no se sabe si uno de sus hermanos, Nudd o Caw, sobrevivió para sucederlo como rey de Arfderydd después.
En esta batalla, Myrddin mató a su sobrino (de su hermana Gwenddydd, esposa del rey Rhydderch Hael), que estaba luchando en el bando contrario. Este acto enloqueció a Myrddin y pasó el resto de su vida vagando por los Bosques de Celyddon (Glennie, 1869). Otros 140 hombres de rango sufrieron de locura durante la batalla y murieron en estos bosques (Rich & Begg, 1991).
En el Libro negro de Carmarthen se recoge un poema que adopta la forma de un diálogo entre Myrddin y el bardo galés Taliesin (Skene, 1988); en él se relata cómo Myrddin llevaba una torques de oro y habla de su dolor por la muerte del rey Gwenddolau. Se dice que la batalla duró seis semanas y que trescientos hombres murieron y fueron enterrados en las cercanías. Fue una de las "tres batallas insensatas de Britania", según las tríadas galesas, librada a raíz de un conflicto surgido de una discusión sobre un nido de alondras.

## Iglesia de Arthuret

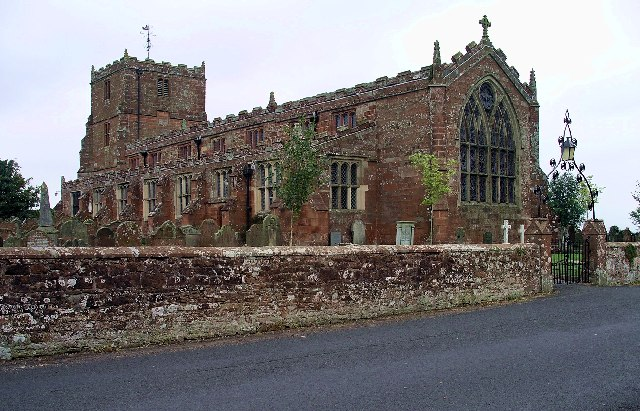
Iglesia de Arthuret, al sur de Longtown.

La iglesia de San Miguel y Todos los Ángeles está situada aproximadamente a un kilómetro y medio al sur de Longtown, al oeste de la carretera A7 y con vistas al río Esk.
Las piedras de la torre de la iglesia son inusuales, ya que muchas de ellas tienen marcas de cantero que son claramente visibles. Esta iglesia fue construida como resultado de una recaudación de fondos nacional ordenada por Jacobo I en 1607 porque la iglesia existente había sido devastada con frecuencia por saqueadores e invasores escoceses, y para beneficiar a los feligreses que rechazaban principalmente las enseñanzas de Cristo. (Jacobo también empleó métodos más directos para mejorar la moral de la zona, ahorcando a notables ladrones de ambos lados de la frontera y deportando a los Graham del valle del Esk en masa a Irlanda) Parte de la suma fue robada y esto retrasó la construcción de la nueva iglesia.
En el borde del montículo se encuentra un pozo de agua sagrado. Es una estructura bien construida, con baldaquino de piedra y escalones. Se siguió utilizando para bautismos hasta la década de 1970.
El clérigo actual de la iglesia es el reverendo Brett Murphy.

## Netherby Hall
Netherby Hall, la residencia histórica de la familia Graham, es una mansión catalogada de Grado II*. Se encuentra en el sitio del fuerte romano de Castra Exploratorum. Su núcleo es una torre Peel del siglo XV, ampliada o alterada en 1639 para Sir Richard Graham y rodeada por ampliaciones posteriores a la casa (a finales del siglo XVIII), con otras ampliaciones que tuvieron lugar en 1833 para Sir James Graham l por William Burn. Se cree que la torre Peel original se construyó con piedra del fuerte romano, pero los restos del fuerte y su vicus, señalados por los anticuarios de la época Tudor, han sido borrados por las ampliaciones posteriores.
En octubre de 1592, el rebelde escocés Francis Stewart, quinto conde de Bothwell, su esposa Margaret Douglas y el laird de Burleigh se alojaron en Netherby con Walter Graham y jugaron a las cartas y al fútbol. La finca de Netherby, propiedad de la familia Graham durante 400 años, se extiende sobre una gran zona de la parroquia a lo largo de la frontera escocesa. Un capricho conocido como la Coop House probablemente se construyó alrededor de 1772 como adorno de la finca. Coop House ahora está arrendada por Landmark Trust.
Desde 2014, la finca ha sido propiedad de Gerald y Margo Smith. Se completó una restauración de los establos y el jardín amurallado que comenzó en 2016. A partir de 2023, los alquileres vacacionales estaban disponibles "encima de los establos, en las cabañas del jardín y en las cabañas del albergue".